# MacKeeper
MacKeeper est un logiciel de service distribué par Clario Tech DMCC depuis 2019. Il se présente comme une suite logicielle permettant d'optimiser, nettoyer et sécuriser son système d'exploitation avec des outils comme un antivirus, un outil de nettoyage du cache, etc.
Il a été développé par ZeoBIT en tant qu'application logicielle Mac pour nettoyage et sécurité.
L’application fournit aux utilisateurs des outils tels qu’antivirus, VPN (réseau privé virtuel), blocage des publicités, vérificateur de fuite de données, nettoyage du système et optimisation des performances.
Ce logiciel est disponible dans 156 pays.

## Histoire
MacKeeper a été développé en 2009 par des programmeurs ukrainiens de Zeobit. La première version bêta a été émise le 13 mai 2010. Elle est destinée à fonctionner sur des ordinateurs avec un système opérationnel Mac OS.
MacKeeper 1.0 a été annoncé le 26 octobre 2010.
Le 30 janvier 2012, Macworld a annoncé l’émission de MacKeeper 2.0 – iWorld avec un ensemble étendu des programmes utilitaires.
En avril 2013, Zeobit a vendu MacKeeper à Kromtech Alliance Corp. Kromtech a embauché d'anciens employés de Zeobit de Kyiv.
Le logiciel MacKeeper 3.0 a été émis en juin 2014 en tant que service.
En 2015, le MacKeeper Security Research Center a été fondé avec Chris Vickery à la suite de la détection d'une vulnérabilité pouvant mener à la fuite des données.
Pendant 2016-2017, des webinaires éducatifs ont été lancés, ainsi que le Laboratoire de protection contre les programmes malveillants.
MacKeeper 4.0 a été émis en juillet 2018.
En 2019, Clario a acquis la PI et le capital humain de Kromtech, Mackeeper y compris.
La même année, la société a été officiellement notariée par Apple et a reçu la certification AppEsteem.
En novembre 2020, MacKeeper 5.0 a été émis avec des performances améliorées et une interface redessinée.
En décembre 2020, la société a reçu la certification AV-TEST,,
En mars 2021, Clario Tech a obtenu la certification ISO 27001.

### Controverses
L'entreprise fait l'objet de critiques pour ses méthodes de promotion et de marketing agressives (système en parrainage notamment), et certains comportements du logiciel le rapprochent parfois de celui d'un virus ou d'un logiciel malveillant (recours à des pop-under, désinstallation difficile, etc.). La confusion de son nom avec le cheval de Troie « MacDefender » (aussi appelé Mac Protector, Mac Security, Mac Guard ou Mac Shield) a également amplifié cette controverse. Le logiciel est d'ailleurs toujours sous le coup d'une action de groupe pour "publicité mensongère".
En décembre 2015, un chercheur en sécurité informatique a trouvé une base de données avec tous les utilisateurs du logiciel et leurs mots de passe,, L'entreprise a rapidement réagi en annonçant que la fuite était temporaire et qu'elle avait été corrigée.

## Particularités
Le logiciel MacKeeper 5.0, émis en novembre 2020, contient les outils majeurs suivants :
- Rechercher et corriger – scannage en un clic pour vérifier l'état du Mac
- Antivirus avec protection en temps réel
- Protection contre le vol d’information personnelle qui détecte la fuite de données et de mots de passe
- StopAd bloque les publicités dans Chrome et Safari
- Nettoyage sécurisé pour détecter et supprimer les pièces jointes et les fichiers inutiles
- Duplicates Finder pour détecter les fichiers en double et trier les photos ou captures d'écran similaires.
- Réseau privé virtuel